# Zagórki (powiat słupski)
Zagórki (kaszb. Zagórczi lub Zôgórczi, niem. Sagerke) – wieś sołecka w Polsce, położona w województwie pomorskim, w powiecie słupskim, gminie Kobylnica. 
W latach 1975–1998 należała do województwa słupskiego.
W 1997 roku stała się miejscem akcji filmu dokumentalnego Arizona (reż. Ewa Borzęcka), pokazującego Zagórki jako wieś, w której – po upadku PGR – ludzie nie potrafili odnaleźć się w nowej rzeczywistości. 

## Nazwa
Nazwa miejscowości ma genezę słowiańską i charakter topograficzny. Powstała od wyrażenia przyimkowego za górką. Niemiecka nazwa Sagerke jest adaptacją fonetyczną pierwotnej nazwy słowiańskiej. W latach 1937–1945 miejscowość nosiła nazwę Brackenberg – jest to tzw. chrzest nazewniczy o charakterze pseudotopograficznym, złożony z dwóch członów – nazw pospolitych: Bracke „ogar, pies myśliwski” (odniesienie do herbu rodu Boehn, w którym widnieją trzy ogary) i Berg „góra”.
Rada Języka Kaszubskiego proponuje kaszubską formę nazwy Zagórczi.

## Geografia
Zagórki leżą w gminie Kobylnica (woj. pomorskie, pow. słupski), w odległości około 17 km w kierunku południowo-zachodnim od Słupska i kilometra od linii kolejowej nr 405 Piła – Ustka. Najbliższe miejscowości to:
- Zbyszewo (ok. 1 km), wieś licząca w 2009 roku 10 mieszkańców[10],
- Wrząca (ok. 3 km),
- Korzybie (ok. 5 km), miejscowość, w której znajduje się przystanek kolejowy[10].

Zagórki leżą na płaskim terenie Równiny Sławieńskiej. Znajdują się na nim grunty orne. W pobliżu znajdują się eksploatowane złoża kruszywa naturalnego (piaski, żwiry).

## Historia
Pierwsza znana wzmianka o Zagórkach została zamieszczona w liście lennym z 1529 roku, w którym stwierdzono, że wieś od 1470 roku należy do rodziny Boehnów. W 1529 roku część wsi została sprzedana von Belowi, a w 1746 roku – odkupiona przez Boehnów.
W 1717 roku we wsi mieszkało trzech gospodarzy, w 1784 roku było w niej 17 chałup. W 1914 roku folwark miał 677 ha ziemi, w tym 278 ha gruntów ornych i sadów. Do wybuchu II wojny światowej majątek został powiększy do 1009 ha.
W 1945 roku niemieccy mieszkańcy Zagórek zostali przesiedleni za Odrę, a do wsi przybyli osadnicy z kresów. Majątek Boehnów został upaństwowiony i utworzono Państwowe gospodarstwo rolne, które istniało do 1990 roku. W 1952 roku utworzono sołectwo Zagórki (jego granic nie zmieniono).
W 1997 roku we wsi Zagórki zrealizowano film dokumentalny w reżyserii Ewy Borzęckiej, Arizona.

## Kultura, oświata i sport
W miejscowości Zagórki nie ma szkoły, świetlicy wiejskiej ani stowarzyszenia sportowego (jednoklasowa szkoła działała przed II wojną światową). Najbliższa szkoła podstawowa znajduje się w Kończewie.

## Zabytki i obiekty turystyczne
Na terenie miejscowości znajdują się następujące zabytki:
- pałac rodziny von Boehnów z XIX wieku[10],
- park dworski z XIX wieku[10],
- dawny cmentarz ewangelicki z XIX wieku[13],
- zabudowania Państwowego Gospodarstwa Rolnego[10].

Obiekty te budzą małe zainteresowanie turystów, prawdopodobnie ze względu na ich bardzo zły stan techniczny i trudności z zakwaterowaniem. Jedyne w gminie Kobylnica bazy noclegowe znajdują się w Sycewicach i Kobylnicy. Turyści, jeżdżący do Zagórek, przybywają tu tylko po to, by zobaczyć miejsce akcji filmu Arizona.

## Pomniki przyrody
- Głaz narzutowy o wymiarach 8,8 m × 9,5 m × 1,85 m[10].